# Mydriasis

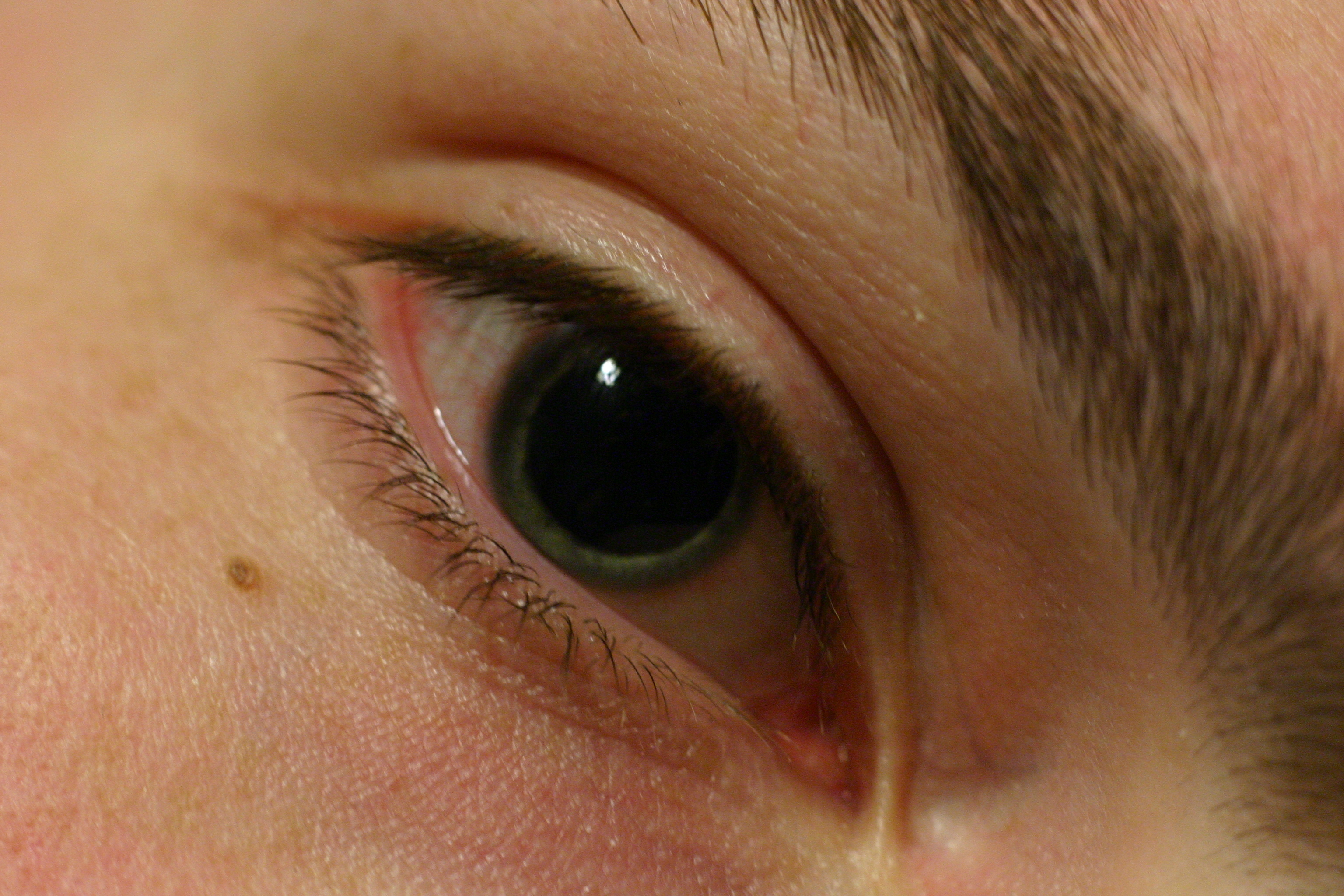
Rozszerzona źrenica oka prawego

Mydriasis (z łac.) – objaw określający nadmierne, nieadekwatne do oświetlenia, rozszerzenie źrenicy, np. w wyniku choroby lub działania leków. Przeciwnym objawem jest miosis (mioza).
Wielkość źrenicy w prawidłowych warunkach zależy od ilości (natężenia) padającego na nią światła: zmniejsza się pod wpływem jasnego oświetlenia, powiększa w warunkach ciemności - jest to odruch źreniczny na światło. Do jej rozszerzenia dochodzi również podczas spoglądania na dalsze przedmioty, do zmniejszenia przy patrzeniu na przedmioty bliskie - jest to odruch źreniczny na akomodację.

## Mechanizm regulacji wielkości źrenicy
Średnica źrenicy podlega regulacji bezpośrednio dzięki działaniu dwóch mięśni: mięśnia zwieracza źrenicy (łac. musculus sphincter pupillae) oraz mięśnia rozwieracza źrenicy (łac. musculus dilatator pupillae). Do rozszerzenia źrenicy może więc dojść wskutek:
- zahamowania czynności mięśnia zwieracza unerwionego przez nerw okoruchowy lub,
- pobudzenia mięśnia rozwieracza (dominujące unerwienie współczulne).

## Odruch źrenicy na zmniejszenie światła
Przy wyłączeniu dopływu światła do siatkówki aktywowany jest mechanizm, który doprowadza do rozszerzenia źrenicy. Nie jest on odwrotnością odruchu źrenicy na światło, charakteryzuje się oddzielną drogą nerwową, co jest wyrazem ewolucyjnego przystosowania narządu wzroku nie tylko do obecności, ale także do braku światła. Informacja o zmniejszeniu natężenia światła dociera do ośrodkowego układu nerwowego ramieniem wstępującym łuku odruchowego. Składa się ono kolejno z komórki zwojowej (znajdującej się w warstwie komórek zwojowych siatkówki oka), której akson biegnie tranzytem przez ciało kolankowate boczne, most i rdzeń przedłużony do położonego na poziomie C8-T2 w rdzeniu kręgowym ośrodka rzęskowo-rdzeniowego. Tam następuje przełączenie na ramię zstępujące odruchu, które składa się z neuronu przedzwojowego (wchodzącego do pnia współczulnego poprzez gałąź łączącą białą, i biegnącego w górę poprzez gałęzie międzyzwojowe) i zazwojowego (ze zwoju szyjnego górnego, skąd akson biegnie bezpośrednio do mięśnia rozwierającego źrenicę, jak i do mięśnia tarczkowego oraz mięśnia oczodołowego), co powoduje rozszerzenie źrenicy. Opisana droga jest skrzyżowana, co zaznacza się w konsensualności odruchu (co oznacza, że celowe wywołanie odruchu w jednym oku powoduje wystąpienie go także w drugim).